# El Llanero Solitito
Enrique Cisneros Luján (1948 – Ciudad de México, 2 de marzo de 2019), más conocido como El Llanero Solitito, fue un actor, productor, director de teatro, poeta y activista social.

## Biografía
Enrique Cisneros, más conocido como El Llanero Solitito, fue un actor de teatro orientado a producciones populares y de activismo social.
Fue fundador del Centro Libre de Experimentación Teatral y Artística (CLETA), de la UNAM; del Festival Internacional Cervantino Callejero, y del periódico Machetearte.
Falleció a los 71 años, en la Ciudad de México.